# Pănătău
Pănătău è un comune della Romania di 2 754 abitanti, ubicato nel distretto di Buzău, nella regione storica della Muntenia.
Il comune è formato dall'unione di 9 villaggi: Begu, Lacu cu Anini, Măguricea, Plăișor, Pănătău, Rîpile, Sibiciul de Jos, Tega, Zaharești.